# گروه گروتندیک
در ریاضیات، گروه گروتندیک (به انگلیسی: Grothendieck Group)، ساختاری است که از مونوئید جابه‌جایی {\displaystyle M} به جهانی‌ترین طریق ممکن یک گروه آبلی می‌سازد، به طوری که هر گروه آبلی که شامل تصویر هم‌ریختی از {\displaystyle M} باشد، شامل تصویر هم‌ریخت گروه گروتندیکِ {\displaystyle M} هم خواهد بود. گروه گروتندیک نام خود را از حالت خاصی در نظریه رسته‌ها می‌گیرد که اولین بار توسط الکساندر گروتندیک در اثباتش از قضیه گروتندیک-ریمان-رخ معرفی شد. این قضیه منجر به توسعه نظریه K ‏(K-Theory) گردید. این حالت خاص، مونوئیدی از رده‌های یکریختی اشیاء یک رسته آبلی است که عملگر دوتایی آن جمع مستقیم است.